# Stockholm Syndrome (musikgrupp)
Stockholm Syndrome är en svensk musikgrupp, bildad år 2012, bestående av Charly Q och Cornelia Jakobsdotter (Cornelia Jakobs).
Musikgruppen Stockholm Syndrome bildades 2012 av de tidigare medlemmarna i den sammansatta popgruppen Love Generation, Martina Braun Wolgast "Charly Q", Cornelia Jakobsdotter och Melanie Taylor, då Love Generation lades ner efter bland annat deltagande i Melodifestivalen 2011 och 2012. De tre kvarvarande medlemmarna valde då att fortsätta samarbeta under nytt namn och med en ny självständig inriktning. De lämnade skivbolaget Legend Music Group & Universal Music samt låtskrivarna (bland andra RedOne) såväl som musikgenren och började skriva och producera sin egen musik i en tuffare stil de beskrivit som "EpicElectronicProgressiveHouse". I maj 2013 lämnade Melanie Taylor gruppen, som sedan dess fungerar som en duo.
I november 2014 släppte de singeln "Kalabalik", som direkt intog första platsen på Itunes elektromusiklista.

## Diskografi

### Singlar
- 2012 – Pretty Girl
- 2013 – Karma
- 2013 – Hysteria (med Young Squage)
- 2014 – Kalabalik
- 2016 – Untouched Hearts (med John Dahlbäck)